# Ferran Sáez Mateu
Ferran Sáez Mateu (Granja de Escarpe, Segriá, 1964) es un escritor y profesor universitario español, especialista en Montaigne, sobre quién hizo la tesis doctoral y varios estudios y traducciones.

## Biografía
Es doctor en Filosofía por la Universidad de Barcelona y profesor titular en la Facultad de Comunicación y Relaciones Internacionales de la Universidad Ramon Llull. Ha sido director del Instituto de Estudios Políticos Blanquerna y coordinador del programa de doctorado Política, media, sociedad de la Universidad Ramon Llull, así como profesor del programa de doctorado IN3 de la Universidad Abierta de Cataluña (UOC). Entre el 1999 y el 2005 se ocupó de temas relacionados con la investigación en el CETC, y formó parte del consejo de redacción de Ideas, revista que posteriormente dirigió entre 2011 y 2015. Ha sido el investigador principal (IP) del GRECOM (Grupo de Investigación en Comunicación, Opinión Pública y Memoria) de la Universidad Ramon Llull desde 2006 hasta 2017. 
Colabora regularmente en el periódico Ara, y también escribió en el diario Avui durante 12 años, en El Temps desde 2005 hasta 2017, en La Vanguardia, Segre, Elsingulardigital.cat, Catalunya Ràdio, en Barcelona Televisió y otros medios de comunicación, y ha formado parte del consejo asesor de varias revistas de pensamiento. Entre 2011 y 2015 fue el director del Centro de Estudios de Temas Contemporáneos (CETC) de la Generalidad de Cataluña. 
Su obra como ensayista ha sido merecedora de premios tan relevantes como el Joan Fuster (1999) o el Josep Vallverdú (1998) En 2019 recibió el premio de ensayo Carles Rahola por su dietario filosófico La vida aèria. El año 1996 había sido galardonado también con el premio Pere Calders, por la obra La invenció de l'Home. Su principal línea de investigación académica es la que correlaciona democracia y comunicación.  A pesar de que el grueso de su obra es ensayo, ha hecho también varias incursiones en la literatura de ficción y en la poesía. 
Es miembro del consejo asesor de la Fundación Joan Maragall-Cristianismo y Cultura, y de los consejos de redacción de las revistas Qüestions de Vida Cristiana y Serra d'Or-Publicaciones de la Abadía de Montserrat. 
Desde 2022, la biblioteca pública de su localidad natal, la Granja d'Escarp, lleva su nombre.
El 20 de febrero de 2023 interpretó en el histórico Teatro Romea de Barcelona el monólogo L'animal filòsof, escrito por el mismo  El 14 de marzo de 2025, y bajo los auspicios de la Universidad Autónoma de Barcelona y el Institut d'Estudis Catalans, se celebró en Barcelona un simposio académico de carácter monográfico dedicado al análisis de la obra de Ferran Sáez Mateu.https://filcat.uab.cat/simposi-ferran-saez-mateu-humanisme-en-temps-de-distorsions/
Compositor e intérprete poliinstrumentista, posee la colección privada de instrumentos musicales más importante de Cataluña

## Obras

### Ensayo
- Presència d'una absència. Apunts sobre l'espiritualitat contemporània, Publicacions de l'Abadia de Montserrat, Barcelona, 2025
- El imprudente feliz. Cómo el mito del buen salvaje condiciona el pensamiento actual, Rosamerón, Barcelona, 2025
- La fi del progressisme il·lustrat. El debat natura / artifici a la política, Pòrtic / Grup 62, Barcelona, 2024
- La intimidad perdida, Herder, Barcelona, 2024
- Acaçar la boira, Pòrtic/Grup 62, Barcelona, 2022
- La vida aèria, Barcelona, Pòrtic, 2019 (Premio Carles Rahola de Ensayo)
- La superficie. La vida entre pantallas, ED Libros, Barcelona, 2018
- Populisme. El llenguatge de l'adulació de les masses, Publicacions de l'Abadia de Montserrat, Barcelona, 2018
- Progresismo, Tibidabo Ediciones, Barcelona, 2017
- Estranya forma de vida, Acontravent, Barcelona, 2016
- "Els caníbals" de Michel de Montaigne. Traducció, estudi introductori i notes, Edicions de la ela geminada, Girona, 2015
- Els bons salvatges, Mina-Grup 62, 2008
- Mitjans de comunicació i valors, ESADE/Fundació Lluís Carulla, Barcelona, 2008
- La participació política, Editorial UOC, Barcelona, 2007
- Què (ens) passa?. Subjecte, identitat i cultura en l'era de la simulació, Proa, Barcelona, 2003
- Comunicació i argumentació, Trípodos / Facultat de Ciències de la Comunicació Blanquerna (URL), Barcelona, 2003
- Dislocacions, Edicions 3 i 4, València, 1999. (Premi Joan Fuster d'assaig 1999)
- El crepuscle de la democràcia, Edicions 62, Barcelona, 1999. (Premi Josep Vallverdú d'assaig 1998)
- La invenció de l'Home, Pòrtic/Enciclopèdia Catalana, Barcelona, 1998. (Premi Pere Calders)
- Montaigne i les conceptualitzacions de la diferència antropològica al segle XVI, Universidad de Barcelona-PPU, Barcelona, 1993
- Michel de Montaigne: Dels Caníbals. Societat Catalana de Filosofia / Institut d'Estudis Catalans, Barcelona, 1992

### Poesía
- Omertà, edició d'Angel Caffarena, Ediciones El Guadalhorce, Málaga, 1992
- Teoria de la memòria, Universidad de Barcelona, Lleida, 1989

### Narrativa
- Els morts riallers,Amsterdam, Barcelona, 2021
- La nit contra tu. Una novel·la gòtica de la Barcelona dels vuitanta, Proa-Planeta, Barcelona, 2016
- Les ombres errants, La Magrana-RBA, Barcelona, 2012[6]
- Vides improbables. Una història dels heterodoxos catalans, Acontravent, Barcelona, 2010

### Obras colectivas
- Joan Fuster: indagació, pensament i literatura, ed. T. Grimaltos, Publicacions de la Universitat de València, València, 2019
- Filosofar. Pensar desde Cataluña, edició a càrrec de Ferran Sáez Mateu, ED Libros, Barcelona, 2017
- La memòria col·lectiva als mitjans, Edició a càrrec de Ferran Sáez Mateu i Elena Yeste, Proteus, Barcelona, 2014
- Tombes i lletres, Edicions Sidillà, Girona, 2011
- Valors tous en temps durs, Barcino, Barcelona, 2011
- Hermenèutica i Modernitat, Barcelonesa d'Edicions, Barcelona, 2009
- Valors útils per a la Catalunya del futur, Barcino, Barcelona, 2009
- Els valors dels catalans, Barcino, Barcelona, 2008
- Dalis Medienspielen. Falsche Fährten und paranoische Selbsinszenierungen in den Künsten", Verlag, Bielefeld, 2007
- Memòria històrica, entre la ideologia i la justícia, Inehca, Barcelona, 2007
- La rectificació, Destino, Barcelona, 2006
- Catalunya, reptes ètics, Proa, Barcelona, 2006
- Del humanismo al humanitarismo, Horsori, Barcelona, 2006
- Què ens mou? Sis valors a debat, Mina, Barcelona, 2006
- Identitats, Afers, València, 2006
- Cataluña-España. Relaciones políticas y culturales, Icària, Barcelona, 2003
- Parnassius Apollo, Proa, Barcelona, 2002
- La Modernitat inacabada, Ajuntament de Lleida, Lleida, 2000
- Idees de Poder", UIC, Barcelona, 2000
- Estudis cartesians", Barcelonesa d'Edicions, 1996